# Helwig Hassenpflug
Helwig Hassenpflug (* 10. März 1936 in Hamburg; † 31. März 2025) war ein deutscher Verleger und Herausgeber.

## Leben
Helwig Hassenpflug studierte Rechtswissenschaften in Hamburg und München. Von 1963 bis 1994 war er Rechtsanwalt, seit 1969 auch Leiter der juristischen Publikationsabteilung des Verlags Walter de Gruyter, Berlin. Dort war er von 1985 bis 1993 als Mitglied der Geschäftsleitung tätig. Im Jahr 1962 war Hassenpflug Mitbegründer des Ewald von Kleist Verlags, München, dort zusammen mit Hans-Dieter Schwind, Herausgeber der Reihen „Definitionenkalender und Rechtsprechungsübersichten“ und „… leicht gemacht“ (29 Titel). Ab 1994 war er Mitinhaber des erworbenen Verlages, der 2005 übertragen wurde an eine Eigentümergemeinschaft in Rostock. Helwig Hassenpflug war in diesem Verlag weiterhin als Herausgeber und Berater tätig bis zu dessen Übertragung an den Berliner Wissenschaftsverlag Duncker & Humblot zum 1. Januar 2023.
Helwig Hassenpflug war von 1965 bis zu deren Tod 1993 mit der Schauspielerin Blandine Ebinger verheiratet.

## Werke
- Polizeiaufsicht und Sicherungsaufsicht. Dissertation. München 1963
- mit Hans-Dieter Schwind: Allgemeines Verwaltungsrecht : Rechtsprechung d. Obergerichte. Eine Zusammenstellung d. Rechtsprechung d. oberen Verwaltungsgerichte zum allgemeinen Verwaltungsrecht. Kleist, München 1964
- Dein Recht im Alltag: Handlexikon der Rechtsauskünfte für Familie, Haus, Beruf. Stollfuss, Bonn/München 1971
- mit Karl Haegele: Testamente und Schenkungen: Grundriss mit Kurzkommentierung, Rechtsprechung, Beisp. u. Formularmustern. Stollfuss, Bonn 1973